# 細櫛角蟲科
細櫛角蟲科（學名：Callirhipidae），又稱作櫛角蟲科，隸屬於鞘翅目丸甲總科，中國大陸地區稱作扇角甲，幼蟲以腐朽木材為食，成蟲主要為夜行性且具有趨光性，日間偶爾可觀察到停棲於死亡的樹幹的個體。全球共計10屬 （含亞屬階元）175種 （含亞種階元），於1924年由 Emden 描述發表。細櫛角蟲為中型的甲蟲，體長介於 9–27 mm，體態修長，體長約為體寬的 2.7–3.3 倍，雄蟲的觸角發達，觸角小節 3–11 具細長的分枝，而雌蟲的觸角小節 3–11 則呈梳狀。

## 屬
- Brachyrrhipis（英语：Brachyrrhipis） van Emden, 1931
- 細櫛角蟲屬 Callirhipis Latreille in Cuvier, 1829
- Celadonia（英语：Celadonia） Laporte de Castelnau, 1840
- Ennometes（英语：Ennometes） Pascoe, 1866
- Horatocera（英语：Horatocera） Lewis, 1895
- Ptorthocera（英语：Ptorthocera） Champion, 1896
- 橙細櫛角蟲屬 Simianus Blanchard, 1853
- 鋸齒櫛角蟲屬 Zenoa Say, 1835

## 分類歷史
本科模式屬細櫛角蟲屬（Callirhipis）由 Latreille 於1829年發表，隨後被置於蟬寄甲科，Emden(1924)將細櫛角蟲處理為蟬寄甲科下的一個族級分類群，然而 Forbes (1926) 基於後翅翅脈特徵將細櫛角蟲類（細櫛角蟲屬和鋸齒櫛角蟲屬）轉移到角胸泥蟲科，Böving & Craighead 以幼生期特徵重新檢視細櫛角蟲與蟬寄甲間的關，將兩類群處理為不同的科別，然而獨立成科的分類處理在當時未獲普遍接受，直至 Crowson 再次重新提出細櫛角蟲與蟬寄甲應視為不同的科別，而2018年的分子親緣研究也證實兩個類群分屬不同的總科。

## 中文俗名之問題
目前臺灣對本科所使用的中文俗名有「櫛角蟲科」和「細櫛角蟲科」兩者，其中櫛角蟲的中文科級俗名可追溯至三輪勇四郎於1920至1930年代間的著作，三輪勇四郎文中以「櫛角蟲」稱呼本科的 Horatocera niponica Lewis, 1895，但當時仍普遍將細櫛角蟲視為蟬寄甲科（Rhipiceridae）的成員，可見這個譯名起初是用來指稱蟬寄甲而非細櫛角蟲類。此中文俗名也為1994年中華昆蟲學會（今台灣昆蟲學會）出版的〈昆蟲綱科以上學名中名對照表名錄〉所接受，同時以「細櫛角蟲科」稱呼本科。另一方面，中國使用「蟬寄甲」（或羽角甲）一名代指「Rhipiceridae」此一類群。
於是「櫛角蟲科」一名，同時可能代表本科，也可能是指「Rhipiceridae」。為了解決溝通上的混亂問題，蕭昀（2018）建議以細櫛角蟲及蟬寄甲科分別作為Callirhipidae 及 Rhipiceridae 的中文科級俗名。